# Tagoloan (Lanao du Sud)
Pour les articles homonymes, voir Tagoloan.
Tagoloan est une localité de la province de Lanao du Sud, aux Philippines. En 2015, elle compte 11 169 habitants.